# Bitwa pod Albuerą
Bitwa pod Albuerą (Albuherą) – starcie zbrojne w dniu 16 maja 1811 roku pomiędzy wojskami brytyjsko-hiszpańsko-portugalskimi a francusko-polskimi
w trakcie wojny na Półwyspie Iberyjskim, w okresie wojen napoleońskich, stoczone niedaleko wioski Albuera, położonej 19 km na południowy wschód od Badajoz w Hiszpanii.
Wynik bitwy jest do dziś kwestią sporną. Brytyjscy historycy sugerują, że jej konsekwencją było powstrzymanie planów wojennych marszałka Soulta. Pogląd ten jest podważany, bo starcie zakończyło się taktycznym remisem, a jeżeli zakwalifikować je do zwycięskich, to można je określić mianem pyrrusowego zwycięstwa. Bitwa była bardzo krwawa: polscy Lansjerzy Nadwiślańscy rozbili brytyjską brygadę, a Hiszpanie odparli jeden z najbardziej zmasowanych ataków francuskiej piechoty podczas całej wojny na Półwyspie Iberyjskim.

## Przyczyny
Bezpośrednią przyczyną bitwy było oblężenie wojsk francuskich w fortecy Badajoz rozpoczęte 8 maja 1811 roku. Marszałek Soult maszerował z 24 000 żołnierzy na pomoc oblężonym. Zależało mu na jak najszybszej konfrontacji – nie chciał dopuścić do połączenia korpusu brytyjsko-portugalskiego z hiszpańskim, co jednak nastąpiło. Marszałek nie wiedział o tym (prawdopodobnie gdyby wiedział, nie doszłoby do tej bitwy i wycofałby się, by wrócić z większą siłą militarną – co uczynił jednak dopiero po nierozstrzygniętej bitwie).

## Przed bitwą
Siły Beresforda odstąpiły od oblężenia Badajoz i przesunęły się na południe, aby stawić czoła nadchodzącej armii Soulta. 15 maja 1811 Beresford z 35 000 żołnierzy brytyjsko-hiszpańsko-portugalskich osiągnął wioskę Albuera. Polem bitwy miała być linia niskich wzgórz przetaczających się wzdłuż bystrego strumienia na wprost łagodnego stoku zajętego przez plantację oliwek. Na zachód od wzgórz znajdowała się rozległa równina. Beresford rozmieścił swoje siły na niewielkich wzgórzach równolegle do rzeki Albuera. Piechota i artyleria zajęły pozycję wychodzącą na Albuerę. Sama wioska była zajęta przez Królewski Legion Niemiecki (King’s German Legion). Armia koalicji była rozmieszczona na pozycji obronnej znajdującej się na bezdrzewnych polach południe od Albuery. Lewe skrzydło – obsadzone przez dywizję portugalską Hamiltona i większość portugalskiej kawalerii położone były na północ od drogi do Badajoz. Centrum stanowiły dywizje Cole’a i Stewarta wspierane przez lekką brygadę kawalerii Altena z ok. 1000 żołnierzy. Południowa flanka była złożona z czterech hiszpańskich dywizji piechoty (ok. 12 000 żołnierzy) wspieranych przez następną formację kawalerii i kilkanaście armat. Strumień był przekraczalny w kilku miejscach. Francusko-polskie wojska marszałka Soulta liczące po połączeniu się z korpusem Girarda około 25 000 żołnierzy, przybyły z południowego wschodu i rankiem 16 maja 1811 roku zaczęły pojawiać się w formacji patrząc na wprost w kierunku zachodnim.

### Skład wojsk
Siły francusko-polskie marszałka Soulta składały się z:

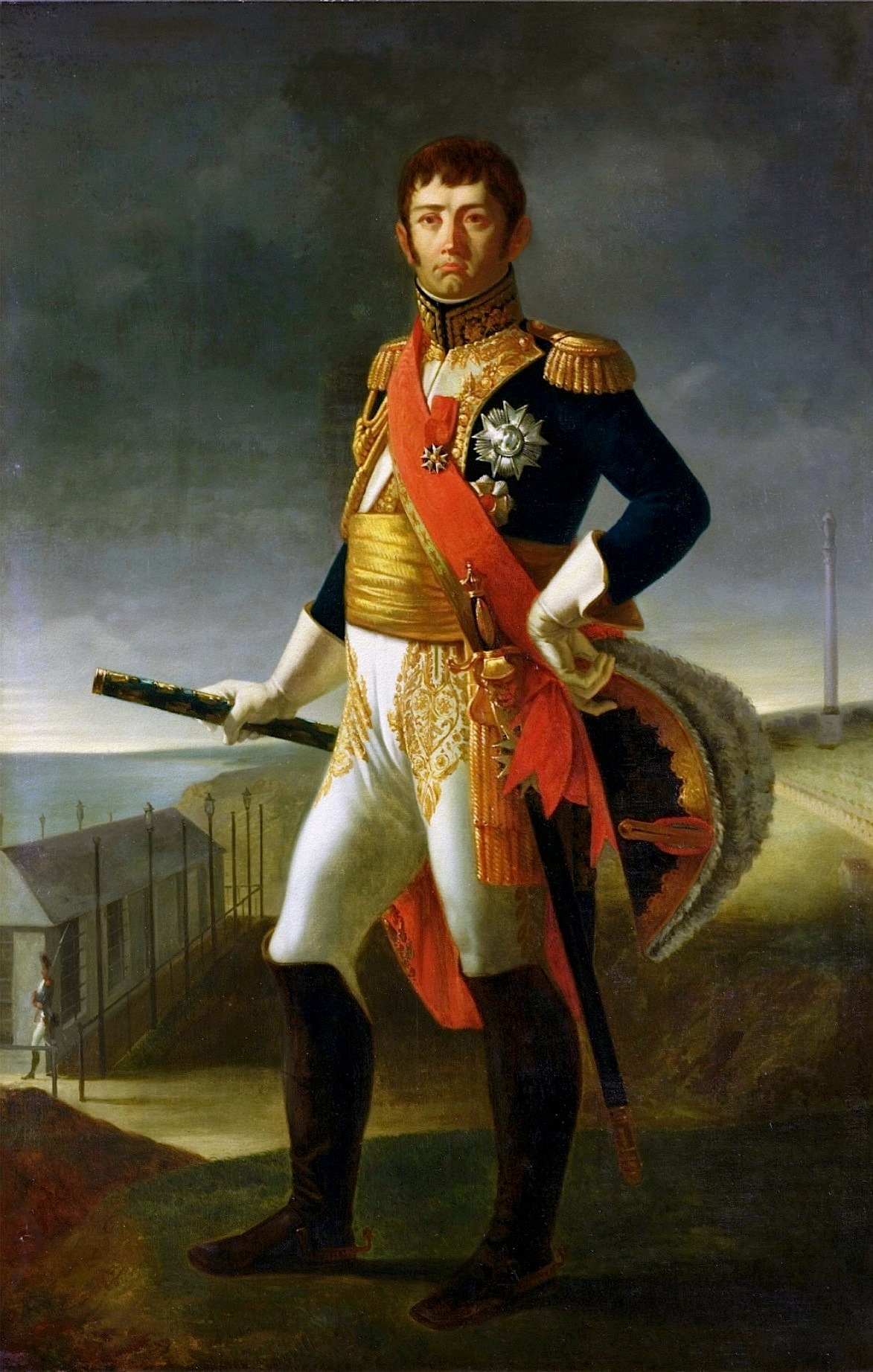
Marszałek Nicolas Soult

Dowódca: marszałek Soult, książę Dalmacji

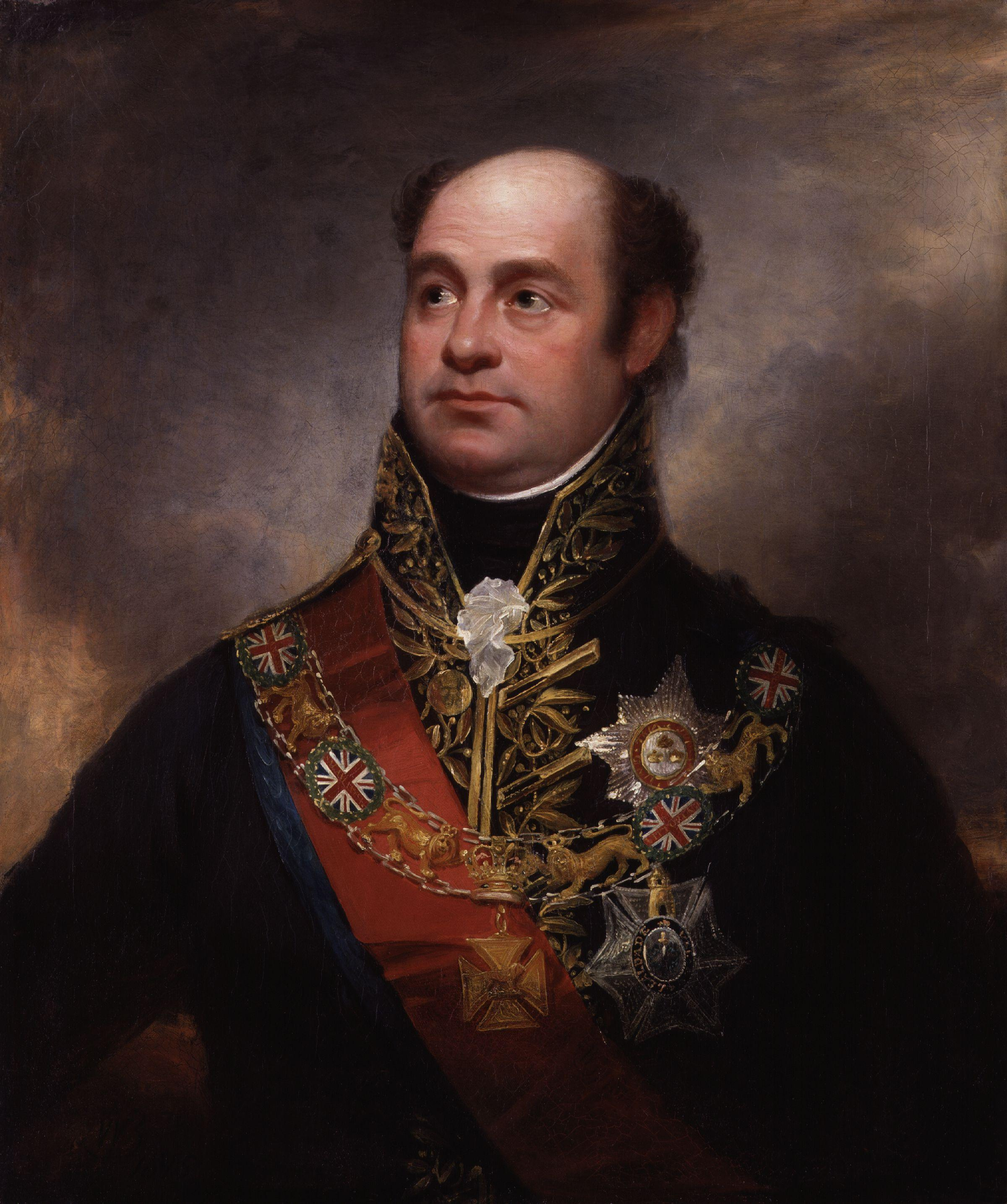
Marszałek William Beresford

Kawaleria: dowodzona przez generała hr. de Latour-Maubourga
- 1 Brygada: dowodzona przez generała Briche’a
- 2 Brygada: dowodzona przez generała Brona
- 3 Brygada: dowodzona przez generała Bouviera des Ecatsa
- 3 regimenty
- do jednostek kawalerii francuskiej należy zaliczyć 591 lansjerów 7. Pułku Lansjerów Nadwiślańskich (bez jednego szwadronu).

Piechota:
- 1 Dywizja: dowodzona przez generała Girarda
- 2 Dywizja: dowodzona przez generała Gazana
- Brygada Werlégo
- Brygada Godinota
- rezerwa grenadierów w sile dwóch kompanii z pułków Księstwa Warszawskiego. Rezerwą dowodził pułkownik Varrere.

Artyleria dowodzona przez generała Ruty’ego: 48 dział.
Siły brytyjsko-hiszpańsko-portugalskie składały się z:
Dowódca: marszałek William Carr Beresford
a) korpus angielsko-portugalski:
Kawaleria: dowodzona przez generała majora Lumleya.
- Ciężka Brygada dowodzona przez pułkownika de Greya w składzie: 3. Regiment Dragonów Gwardii i 4. Regiment Dragonów.
- 13. Regiment Lekkich Dragonów
- Brygada Portugalska dowodzona przez pułkownika Otwaya: 1. i 7. Regiment Dragonów Portugalskich, 1. Szwadron 5 i 8 Regimentu Dragonów Portugalskich.

Piechota:
- 2 Dywizja: dowodzona przez gen. majora Stewarta.
- 1 Brygada: dowodzona przez podpułkownika Colborne’a: 1/3 Regiment Piechoty, 2/31 Regiment Piechoty, 2/48 Regiment Piechoty, 2/66 Regiment Piechoty.
- 2 Brygada: dowodzona przez gen. majora Hoghtona: 29, 1/48, 1/57 Regiment Piechoty.
- 3 Brygada: dowodzona przez podpułkownika Abercromby’ego: 2/28, 2/34, 2/39 Regiment Piechoty.
- 3 Cos 5/60 Regiment Piechoty.

- 4 Dywizja: dowodzona przez gen. majora Lowry Cole’a
- 1 Brygada: dowodzona przez podpułkownika sir Williama Myersa: 1/7 Royal Fusiliers, 2/7 Royal Fusiliers, 1/23 Royal Welsh Fusiliers.
- Brygada Portugalska: dowodzona przez generała brygady Harveya: 1 i 2/2 i 2/14 portugalskie Regimenty Liniowe, 1 Loyal Lusitanian Legion
- Lekkie kompanie z 2/27, 1/40 i 97 Regimentu Piechoty.

- Dywizja Portugalska: dowodzona przez gen. majora Hamiltona
- 1 Brygada: dowodzona przez gen. brygady Archibalda Campbella: 1 i 2/4, 1 i 2/14 z portugalskich pułków liniowych.
- 2 Brygada: dowodzona przez gen. brygady Luiza Fonseca:

Niezależne brygady:
- Brygada Niemiecka: dowodzona przez generała majora barona Charlesa von Altena: 1 i 2 lekkie bataliony Królewskiego Legionu Niemieckiego.
- Brygada Portugalska: dowodzona przez pułkownika Collinsa: 1 i 2/5 Portugalski Regiment Liniowy, 5 Regiment Caçadores.

Artyleria: dowodzona przez majora Dicksona: oddział Lefebre’a z królewskiej artylerii konnej, bateria Hawkera, bateria Cleeve’a i Brauna z Legionu Niemieckiego, baterie Brauna i Arriga, artyleria portugalska.
b) Korpus Hiszpański:

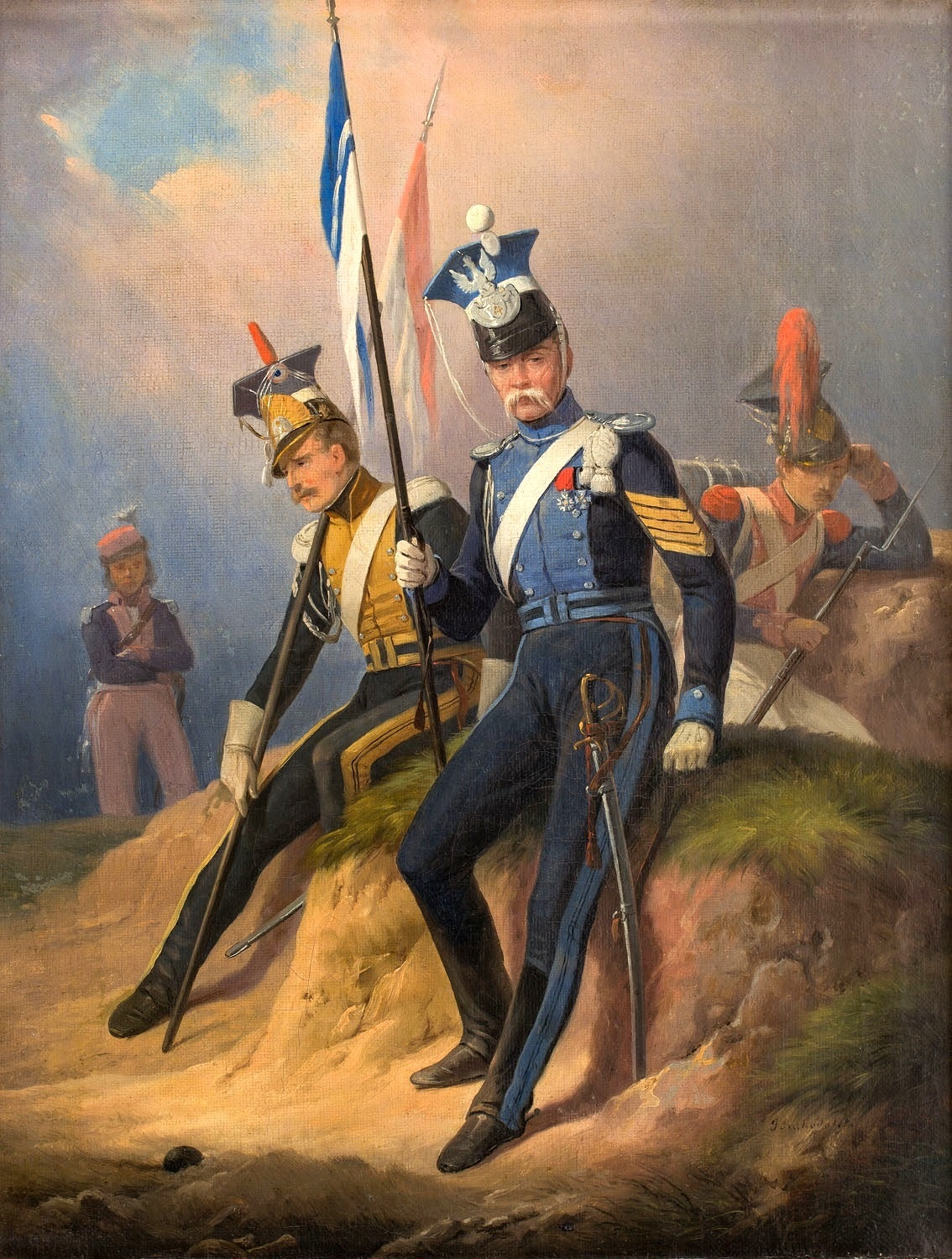
Ułan 2 pułku Księstwa Warszawskiego (po lewej) i lansjer nadwiślański (mal. January Suchodolski, 1852)

Dowódca: kapitan generał Joachim Blake
Kawaleria:
- Brygady Loya i Penne Villemura

Piechota:
- Dywizja Vanguarda: dowodzona przez generała Lardizabala
- 3 Dywizja: dowodzona przez generała Ballasterosa
- 4 Dywizja: dowodzona przez generała Zayasa
- Brygada Estremadura: dowodzona przez generała de Espanię

Artyleria: dowodzona przez pułkownika de Mirandę: 2 baterie.

## Bitwa

### Atak na Albuerę
Soult zamierzał odwrócić uwagę Beresforda od prawego skrzydła jego armii, gdzie przez lasek planował wykonać główne uderzenie. W tym celu rozkazał uderzyć na wioskę Albuerę, gdzie w krótkim czasie brygada piechoty dowodzona przez generała Godina wyparła brygadę Królewskiego Legionu Niemieckiego (KGL) pod dowództwem generała Altena. Po czym przekroczyła rzekę przez most, ale doznała ciężkich strat od ostrzału portugalskiej artylerii, która była rozlokowana niedaleko od wioski zajętej przez Niemców.

### Atak francuskiej piechoty
Beresford dostrzegł manewr oskrzydlający Soulta i próbował przeformować swoje siły. Hiszpański korpus (na który miał pójść atak z flanki) dostał rozkaz ustawienia się czołem na południe. 2 dywizja pod dowództwem generała Stewarta, za Albuerą została zastąpiona przez portugalską dywizję i przesunięta na południe, aby rozciągnąć niestrzeżoną prawą flankę, na zachód. 4 Dywizja pod dowództwem generała Cole’a pozostawała w rezerwie. Jednak Blake dowodząc Hiszpanami odmówił przesunięcia swoich oddziałów, ponieważ był pewien, że główny atak nadejdzie od strony Albuery. Kiedy francuski V Korpus pod dowództwem generała Girarda rozpoczął atak na trzy hiszpańskie dywizje pod dowództwem generałów Zayasa, Lardizabala i Ballasterosa, tylko oddziały Zayasa (z jego własnej inicjatywy) były ustawione frontem do nacierających. Flanki V Korpusu były osłaniane przez artylerię konną. Na jego lewej flance zajęła pozycję Dywizja Francuskich Dragonów pod dowództwem generała Latoura Mauborga, a na swojej prawej flance miał dywizję piechoty generała Werlégo.

### Zniszczenie brygady Colborne’a

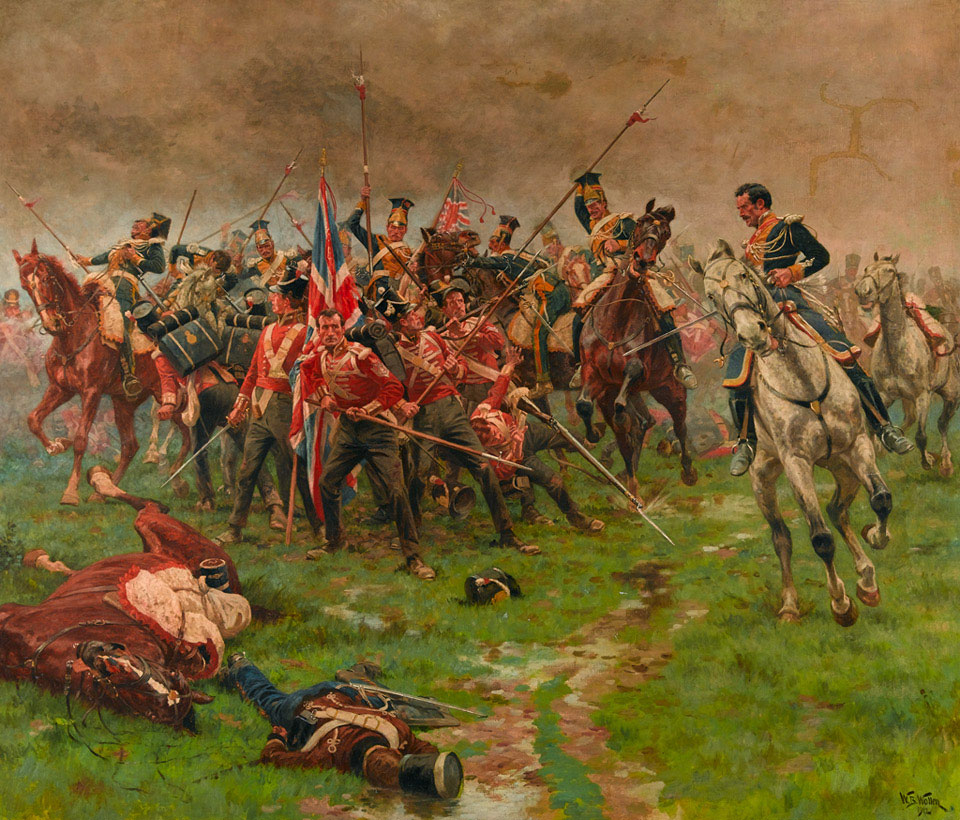
Obrona sztandaru przez żołnierzy Colborne’a atakowanych przez polskich ułanów (mal. William Barnes Wollen, 1912)

Hiszpańscy żołnierze Zayasa walczyli dobrze i 2 Dywizja generała Stewarda razem z baterią z KGL była w drodze, aby ich wesprzeć. Brygada Colborne’a posuwała się w linii na lewą flankę francuskiej kolumny piechoty. Francuzi byli rozbici i Steward rozkazał nacierać. Jednak w tym momencie zaczęło mocno padać, co zredukowało widzialność i sprawiło, że strzały z karabinów stały się bardzo trudne. Brytyjska piechota była ustawiona w linie z bardzo małą siłą ognia i nieświadoma, że francuska kawaleria, która wykonała szersze oskrzydlenie, znajdowała się na ich prawej flance i za nimi.
W tym momencie generał Latour Maubourg wysłał przeciw nim Regiment Ułanów i 10 Regiment Huzarów. Trzy brytyjskie regimenty 3, 2/48 i 66, które zostały uderzone z flanki i od tyłu zostały prawie całkowicie zniszczone (3 Regiment 85% zabitych, 2/48 Regiment 75% zabitych i 66 Regiment 62% zabitych). 31 Regiment Piechoty Brytyjskiej zdołał w ostatniej chwili sformować czworobok, aby uniknąć zniszczenia przez francusko-polską kawalerię. Ułani zdobyli pięć regimentowych sztandarów i pięć dział z baterii KGL, a huzarzy francuscy jeden sztandar. Tymczasem piechota zaatakowała 31 Regiment, ale została odparta. Następnie ułani zaatakowali Brygadę Hiszpańską dowodzoną przez generała d’Espanię i sztab Beresforda, który osobiście musiał odeprzeć atak polskiego ułana (patrz obraz na początku). Niektórzy hiszpańscy żołnierze w większości z dywizji Ballesterosa i Lardizabala uciekli, ponieważ pojedyncze grupy ułanów przedarły się na ich tyły szerząc tam śmierć. Ta część bitwy zakończyła się nieskutecznym atakiem na ułanów Regimentów Dragonów Hiszpańskiego (uciekli przed walką) i 4 Brytyjskiego ze stratą 27 żołnierzy.

### Atak francuski się załamuje
Francuski atak skierował się następnie na brygadę Houghtona (29, 1/48, 57 Regimenty Piechoty) z 2 Dywizji, która utrzymała swoją pozycję mimo ciężkich strat. Pułkownik Inglis z 57 Regimentu upadł ciężko ranny, pozostał jednak na pierwszej linii i ciągle wołał do swoich ludzi „die hard” [Zgińcie „Twardo” (walcząc do końca)]. Do tego momentu bitwa przebiegała po myśli Soulta, jednakże był już on świadom tego, że Korpus Hiszpański Blake’a jest połączony z Korpusem Beresforda, dlatego obawiał się użyć swoich ostatnich rezerw, aby zapewnić sobie zwycięstwo.
Tymczasem Latour-Maubourg rozkazał Polakom zaatakować jeszcze raz przeciw dywizji Cole’a. Uderzając zmiażdżyli kompanie fizylierów znajdujące się na skrzydłach i wprowadzili zamęt wśród pozostałych, następnie zaatakowali cztery bataliony portugalskiej piechoty, gdzie powitał ich ciągły ostrzał z karabinów. Zostali odparci, chociaż pojedynczy ułani docierali do czworoboków brytyjsko-portugalskiej piechoty i zaznaczyli tam swoją obecność swoimi lancami, zanim pośpiesznie zaczęli się wycofywać z powodu silnego ostrzału karabinowego. W końcu kawaleria francuska zaczęła wkraczać do boju, lecz decyzja zapadła zbyt późno, gdyż linie brytyjskie zdążyły się ponownie zreorganizować i francuscy dragoni zostali odparci.
Lansjerzy zebrali swoje trofea i jeńców i zabrali ich na tyły, kiedy mijali rozbitą francuską piechotę zaczęli krzyczeć „Towarzysze, nie poddawajcie się! Vive l’Empereur! Vive l’Empereur!”. Triumfalnie pokazywali zdobyte sztandary i Francuzi zgotowali im głośny aplauz. Niestety ułani byli zmuszeni opuścić większość zdobytych dział, ponieważ francuscy żołnierze ukradli ich konie pociągowe, jak się później okazało, wraz z nimi sztandar 1/3 Regimentu piechoty brytyjskiej. Mimo że kawaleria francusko-polska zdominowała flanki bitwy, to centrum było zbyt rozbite przez walczące z nieopisanym poświęceniem dywizje hiszpańskie, wkrótce zluzowane przez wojska brytyjskie i zostało zaatakowane z flanki przez dywizje Cole’a, po czym zupełnie się rozpadło i w konsekwencji doprowadziło do wycofania się dwa dni później wojsk francusko-polskich z pola bitwy. Dodatkową przyczyną było posiadanie dużej przewagi w piechocie wojsk brytyjsko-hiszpańsko-portugalskich, czego zaczął być świadom Soult. Historyk brytyjski Napier pisze: „Nadszedł ranek i obie strony znajdowały się w tej samej sytuacji, ranni ciągle leżeli na polu bitwy, wrogie linie ciągle były dla siebie niebezpieczne. Chociaż większość poległych znajdowała się po francuskiej stronie, jednak najlepsi żołnierze zginęli po stronie koalicji, tymczasem potężne masy kawalerii i artylerii Soulta, które pokrywały cały jego front, wydawały się być zdolne samodzielnie walczyć ponownie o zwycięstwo, prawe skrzydło wydawało się grozić drodze do Badajoz i Beresford w przygnębieniu i wątpliwościach czekał na następny atak”.

## Po bitwie

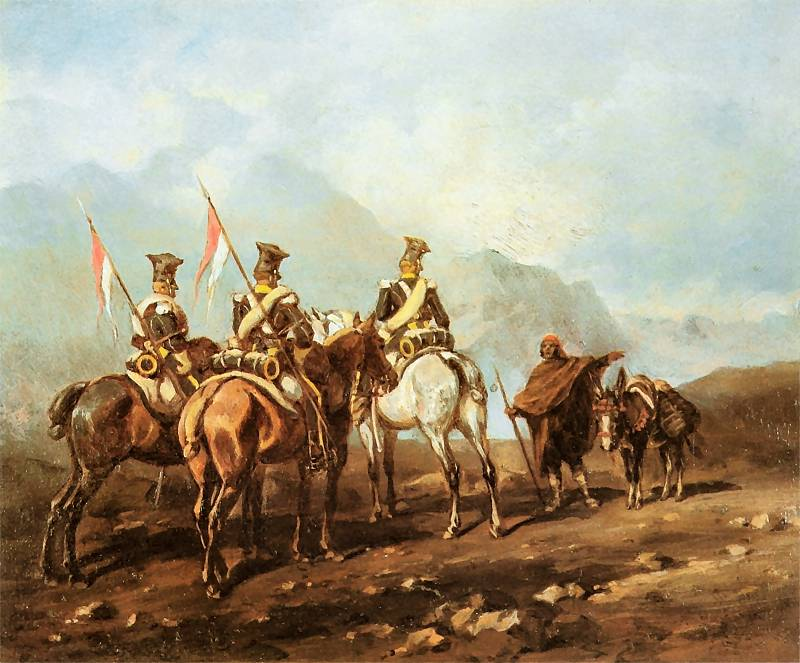
Rekonesans polskich ułanów (lansjerów) w Hiszpanii (mal. Juliusz Kossak, 1875)

Ofiary po obu stronach były wysokie. Soult stracił 5936 żołnierzy, głównie piechoty, z kolei brytyjski Korpus Beresforda 5 916. Straty hiszpańskie nie są dokładnie znane, ale określa się je w przybliżeniu na ok. 1000 zabitych, co daje łącznie sumę ok. 7000 zabitych po stronie koalicji. Ta kalkulacja jest prawidłowa, aczkolwiek po bitwie starano się zrobić z niej za wszelką cenę zwycięstwo koalicji, dlatego celowo w różnych źródłach straty z oficjalnego raportu Soulta ok. 6000 urastały nawet do 9000 żołnierzy.
Po bitwie brytyjscy żołnierze odmówili niesienia pomocy ciężko rannym ułanom, którzy dostali się do niewoli. Zostali oni pozostawieni sami sobie powoli konając na pobojowisku. Brytyjczycy tłumaczyli ten akt zemsty tym, że mieli do czynienia z barbarzyńcami i jako takich ich potraktowali, lansjerzy bowiem nie oszczędzali wielu poddających się Brytyjczyków podczas zagłady brygady Coleborne’a.
Wynik bitwy jest do dzisiejszego dnia kwestią sporną i każdy naród stara się go widzieć na swój własny sposób, co jest definitywnym wskazaniem, iż zakończyła się ona taktycznym remisem, gdyż można by przecież przyjąć, że decyzja Soulta o wycofaniu się i połączeniu z marszałkiem Marmontem była trafna, gdyż spowodowała odstąpienie oblegających od Badajoz, dlatego właśnie można by uznać tę bitwę jako zwycięstwo francusko-polskie, co jest oczywistą nieprawdą. Zarówno Soult, jak i Beresford rozważali wycofanie się z pola bitwy, to Soult pierwszy się na nie zdecydował, a Beresford wykonał je połowicznie, jak pisze Napier: „Istnieje nawet bardziej pewny dowód, że marszałek Beresford rozważał odwrót, ponieważ dał do niego rozkaz, który był w połowie wykonany! Most i wioska Albuera zostały właściwie opuszczone z jego rozkazu przez KGL [Królewski Legion Niemiecki] Altena i niemiecką artylerię, a sam Beresford osobiście upomniał pułkownika Halketa z KGL za zbyt wolne wykonanie.” Za taktycznym remisem przemawia również opinia głównodowodzącego siłami brytyjskimi marszałka Wellingtona, który odpowiedział na raport Beresforda dotyczący bitwy słowami: „To nie wystarczy, napisz mi zwycięstwo” a także: „Jeszcze jedna taka bitwa i będziemy zrujnowani.”
Oceny dowódców:
Marszałek Soult – przyklejono mu opinię wyprowadzającego żołnierzy do bitwy w pięknym porządku, ale że potem nie bardzo wie, co ma z nimi dalej robić, co jest całkowitą nieprawdą, ponieważ analizując jego posunięcia można jasno stwierdzić:
- był pewien, że ma naprzeciw siebie słabszego wroga i dopiero w trakcie bitwy zdał sobie sprawę z błędnej oceny sytuacji.
- umiejętnie zorientował się, iż jego siły kawalerii są większe i umiejętnie to wykorzystał, aby ocalić swoją piechotę i wycofać się z pola bitwy.
- nie postawił wszystkiego na jedną kartę, gdyż wiedział, że może połączyć się z marszałkiem Marmontem i wygrać ponowną konfrontację nie ryzykując porażki, która pozbawiłaby nie tylko jego, ale i Marmonta przewagi liczebnej, jaką wspólnie mogli osiągnąć nad wojskami koalicji, co było najrozsądniejszym rozwiązaniem.

Marszałek Beresford – stwierdzono, iż jego dowodzenie doprowadziło do olbrzymich strat, szczególnie w kontyngencie brytyjskim, co jest również całkowitą nieprawdą, ponieważ analizując jego posunięcia można jasno stwierdzić:
- świetnie wybrał teren bitwy, gdyż gdyby przyjął ją na równinie prawdopodobnie jego kawaleria zostałby zniszczona na flankach, a armia okrążona i unicestwiona, tak jak armia rzymska pod Kannami.
- w momencie rozpoczęcia bitwy rozciągnął swoją linię frontu uniemożliwiając w dużej mierze pełne wykorzystanie przewagi kawalerii francusko-polskiej.
- w kluczowym momencie bitwy prawidłowo ocenił sytuację, a niesubordynacja sprzymierzonych doprowadziła do niebezpieczeństwa.
- w zagrożony rejon wysłał siły, aby oskrzydlić francuską piechotę, przy czym posiadał dwukrotnie mniej liczne jednostki kawalerii, dlatego musiał nimi szafować oszczędnie, przez co wynik bitwy był patowy.

Tak więc na taktyczny remis w tej bitwie złożyły się różne czynniki, ale jako główny można wymienić różnice w składzie wojsk.

## Skutki
Pod względem następstw militarnych bitwa ta nie miała poważniejszego znaczenia, choć była jedną z większych stoczonych w wojnie na Półwyspie Iberyjskim.
Jeżeli chodzi o zdobyte brytyjskie sztandary, to ich los był bardzo burzliwy i zachowały się do dzisiejszych czasów w niewielkich fragmentach i są przechowywane w Katedrze Inwalidów w Paryżu.
Po bitwie Napoleon odznaczył ułanów licznymi krzyżami Legii Honorowej. Pułkownik Jan Konopka awansował na generała brygady. Następnie został szefem instruktorem dla nowo formowanych sześciu francuskich regimentów ułanów (lansjerów). Liczni ułani zostali wybrani do prestiżowego 1 Regimentu ułanów (Lansjerów) Starej Gwardii.
Najpoważniejszym skutkiem bitwy było zapewne zauważenie na scenie międzynarodowej oddziału polskich ułanów (lansjerów) i stworzenie takich samych jednostek w innych armiach europejskich, np. w brytyjskiej, gdzie oddziały te są corocznie opiewane w legendzie szarży Lekkiej Brygady.

## Legenda bitwy
Bitwa pod Albuerą jest bardzo mało znanym epizodem w historii Polski. Jest kilka powodów tej sytuacji. Po pierwsze wojska brytyjskie ani też hiszpańskie czy portugalskie nie były nigdy pierwszorzędnym wrogiem Polski. Walki w Hiszpanii nigdy nie były nasycone takimi emocjami jak walki przeciwko Rosjanom, Prusakom czy Austriakom. Następnym powodem jest nieobecność Napoleona podczas bitwy, nie tak jak to miało miejsce pod Somosierrą, która głównie dlatego stała się tak popularna w Polsce.
Bitwa ta niekorzystnie wpłynęła na stan stosunków hiszpańsko-brytyjskich z powodu raportu Wellingtona, który całkowicie pominął wkład Hiszpanów.